# Кілієнь (Ковасна)
Кілієнь, Кілієні (рум. Chilieni) — село у повіті Ковасна в Румунії. Адміністративно підпорядковане місту Сфинту-Георге.
Село розташоване на відстані 157 км на північ від Бухареста, 3 км на південний схід від Сфинту-Георге, 25 км на північний схід від Брашова.

## Населення
За даними перепису населення 2002 року у селі проживали 655 осіб.
Національний склад населення села:
| Національність | Кількість осіб | Відсоток |
| -------------- | -------------- | -------- |
| угорці         | 623            | 95,1%    |
| румуни         | 25             | 3,8%     |
| цигани         | 7              | 1,1%     |

Рідною мовою назвали:
| Мова      | Кількість осіб | Відсоток |
| --------- | -------------- | -------- |
| угорська  | 630            | 96,2%    |
| румунська | 24             | 3,7%     |